# Region Boké
Boké ist eine Region Guineas und hat eine Fläche von 31.207 km². Sie liegt im Nordwesten des Landes, angrenzend an Senegal und Guinea-Bissau. Ihre Hauptstadt ist das gleichnamige Boké. Die Region hatte bei der letzten Volkszählung 2014 1.083.147 Einwohner und ist trotz eines starken Bevölkerungswachstums mit 34,7 Einwohnern pro Quadratkilometer immer noch dünn besiedelt.
Der Westen der Region Boké mit Boffa, Boké und Fria ist der geografischen Region Niederguinea zuzuordnen, während die nordöstlichen Präfekturen Gaoual und Koundara im Fouta Djallon liegen.

## Verwaltungsgliederung
Die Region Boké umfasst fünf Präfekturen. Diese sind:
| Präfektur   | Fläche in km² | Ew. (2014) männlich | Ew. (2014) weiblich | Ew. (2014) Gesamt | Hauptort |
| ----------- | ------------- | ------------------- | ------------------- | ----------------- | -------- |
| Boffa       | 5050          | 104.347             | 108.236             | 212.583           | Boffa    |
| Boké        | 11.145        | 222.124             | 228.154             | 450.278           | Boké     |
| Fria        | 2016          | 46.077              | 50.623              | 96.700            | Fria     |
| Gaoual      | 7758          | 91.204              | 102.408             | 193.612           | Gaoual   |
| Koundara    | 5238          | 63.167              | 66.807              | 129.974           | Koundara |
| Region Boké | 31.207        | 526.919             | 556.228             | 1.083.147         | Boké     |

## Bedeutende Orte
Einwohnerstärkste Ortschaft der Region ist Kamsar mit über 80.000 Bewohnern. Weitere bedeutende Städte sind Fria, Boké, Sangarédi, Koundara, Boffa und Gaoual.

## Bevölkerung
Die Zahl der Einwohner ist in den letzten Jahrzehnten stark gewachsen. Die Volkszählungen ergaben (1983) 508.724, (1996) 760.119 und (2014) 1.083.147 Bewohner. Zwischen 1983 und 1996 gab es ein jährliches Bevölkerungswachstum von 2,9 %. Dagegen wuchs die Zahl der Einwohner zwischen 1996 und 2014 jährlich nur noch um 2,0 %.
Von der Einwohnerschaft waren (2014) 526.919 Personen männlich und 556.228 (51,4 % der Bevölkerung) Personen weiblich. Nur 274.642 Personen (25,4 % der Bevölkerung) wohnten 2014 in städtischen Gebieten.
Die Region ist zwar sprachlich sehr zersplittert. Die auch auf staatlicher Ebene dominierenden Sprachen Poular (auch Peul; 45,8 % der Einwohner) und Sussu (32,8 % der Einwohner) sind die wichtigsten Sprachen. Weitere bedeutende Sprachen in der Region Boké sind Diakanka (5,8 % der Einwohner), Landouma (3,9 % der Einwohner), Baga (2,3 % der Einwohner), Malinke und Mikiforé (je 2,0 % der Einwohner).
Wie die meisten Regionen Guineas ist die Region beinahe vollständig islamisiert (landesweit 2014 89,1 %). Der Islam (96,8 % der Einwohner) und das Christentum (2,8 % der Einwohner) haben in den letzten fünfzig Jahren stark zugelegt. Nur noch kleine Teile der Bewohner sind Anhänger ihrer traditionellen Religionen. Aber viele Muslime und Christen praktizieren eine Mischreligon aus traditionellem und neuem Glauben. Zudem hat der Sufismus wie überall in Westafrika eine bedeutende Anhängerschaft.